# Папа Стефан I
Свештеномученик Стефан I, био папа у Риму од 253.--257. године. Био је по рођењу Римљанин. У време његовог претходника папе Лицинија обављао је службу римског архиђакона. Као папа противио се поновном крштењу јеретика, наиме сматрао је да је за повратак отпадника у Цркву довољна исповест и послушање. Око тога се сукобљавао с афричким и азијским епископима, посебно Светим Кипријаном, који су практиковали друго крштење. Папа Стефан I донео је и одлуку да се литургијске одежде могу носити само током богослужења. 
Заштитник је града Хвара, Старог Града, острва Хвара и Виса.
Борио се против јеретика Новатијана. Након што је исцелио Лукилу, ћерку трибуна Немезија, крстио их је обоје. 
Пострадао је у време цара Валеријана са 12 својих клирика. Посечен за време служења свете литургије.
Православна црква га прославља 15. августа (2. августа).